# Jean-Jacques Elangué
Jean-Jacques Elangué (Jean Jacques Elangue), saxophoniste de jazz, né à Clamart le 1er août 1967 de parents Camerounais. 

## Biographie
Il passe une partie de son enfance à Yaoundé, capitale du Cameroun, dans le quartier de Mfandena II (titre d'une de ses musiques). Il commence la musique au collège Vogt de Yaoundé puis, il découvre le jazz à travers les musiciens saxophonistes John Coltrane et Charlie Parker. En 1990, il joue au sein du Yaoundé Jazz Fizz dirigé par Bale Boma. En 1992, il retourne en France où il intègre la classe de jazz du conservatoire de Marseille. En 1995, il obtient le premier prix à l’unanimité. Il enseigne depuis la musique et fait partie de l'équipe pédagogique du Conservatoire à Rayonnement Départemental de la Communauté d'agglomération de Niort au sein du département Jazz.
Durant sa carrière, il collaboré avec de nombreux artistes tels que Tony Allen, Philippe Combelle ou encore Tom McClung. 

## Discographie
- 1998 : Jean-Jacques Elangué, Héritages, (autoproduction)
- 2005 : Jean-Jacques Elangué & Los Africanos, Missounga, Nicolas Genest - Mario Canonge - Linley Marthe - Félix Sabal Lecco, (Zzz't Productions)
- 2010 : Jean Jacques Elangue et Tom McClung, This is you, BlangMusic 2010/2011
- 2023 : Jean Jacques Elangue, Stephan Patry et Thomas Derouineau, In Time, MuSt ReCorD

Apparaît sur : 
- 1995 : Brice Wassy, Nga Funk, Melt2000

- 1997 : Brice Wassy, Shrine Dance, Meltt2000

- 2002 : Claudine Francois Metis Quintet, Amazon (autoproduction)

- 2004 : Boogaloo Baby, #1, Philippe Combelle-Jeff Hoffman - Philippe Petit, (Zzz't Productions)

- 2005 : Philippe Combelle, Tribute to the Mother of Groove, Nicolas Genest - Hervé Meschinet - Mina Agossi - Gilles Renne - Tom McClung - Linley Marthe - Guy N'Wuogang, (Zzz't Productions - 2005)
- 2009 : Tony Allen, Secret Agent, World Circuit
- 2017 : Tony Allen, A tribute to Art Blakey and The Jazz Messengers, Decca Records France
- 2017 : Tony Allen, The Source, Decca Records France